# Алапурская
Алапу́рская (фин. Ala-Purskova) — деревня в Гатчинском муниципальном округе Ленинградской области.

## История
Две деревни Пурсково упоминаются на карте Санкт-Петербургской губернии Я. Ф. Шмидта 1770 года.
Деревни являлись вотчиной великого князя Константина Павловича, из которой в 1806—1807 годах были выставлены ратники Императорского батальона милиции.
На «Топографической карте окрестностей Санкт-Петербурга» Военно-топографического депо Главного штаба 1817 года обозначена деревня Аляпурская из 20 дворов, с нею смежно Кирьезова из 2 и немного северней Аляпурская Малкина из 5 дворов.
Деревня Алапурская из 15 дворов и смежная с ней Кирвезова из 2, упоминаются на «Топографической карте окрестностей Санкт-Петербурга» Ф. Ф. Шуберта 1831 года.

АЛЯТУРСКОВА — деревня принадлежит ведомству Гатчинского городового правления, число жителей по ревизии: 50 м. п., 61 ж. п. 

АЛЯПУРСКОВА НОВАЯ — деревня принадлежит ведомству Гатчинского городового правления, число жителей по ревизии: 7 м. п., 12 ж. п. (1838 год)

На карте Ф. Ф. Шуберта 1844 года и профессора С. С. Куторги 1852 года упоминается как деревня Алапурскова.
В пояснительном тексте к этнографической карте Санкт-Петербургской губернии П. И. Кёппена 1849 года она записана как деревня Ala Purskowa (Аляпурскова Новая) и указано количество её жителей на 1848 год: эурямёйсет — 39 м. п., 41 ж. п., всего 80 человек.

АЛЯПУРСКОВО КИРЬО — деревня Гатчинского дворцового правления, по почтовому тракту, число дворов — 1, число душ — 1 м. п.

АЛЯПУРСКОВА НОВАЯ — деревня Гатчинского дворцового правления, по просёлочной дороге, число дворов — 3, число душ — 8 м. п. (1856 год)

Согласно «Топографической карте частей Санкт-Петербургской и Выборгской губерний» в 1860 году деревня называлась Алапурска и состояла из 30 крестьянских дворов.

АЛАПУРСКОВА — деревня удельная при речке Пудости, число дворов — 13, число жителей: 34 м. п., 46 ж. п. (1862 год)

В 1879 году деревня Алапурская насчитывала 17 дворов.

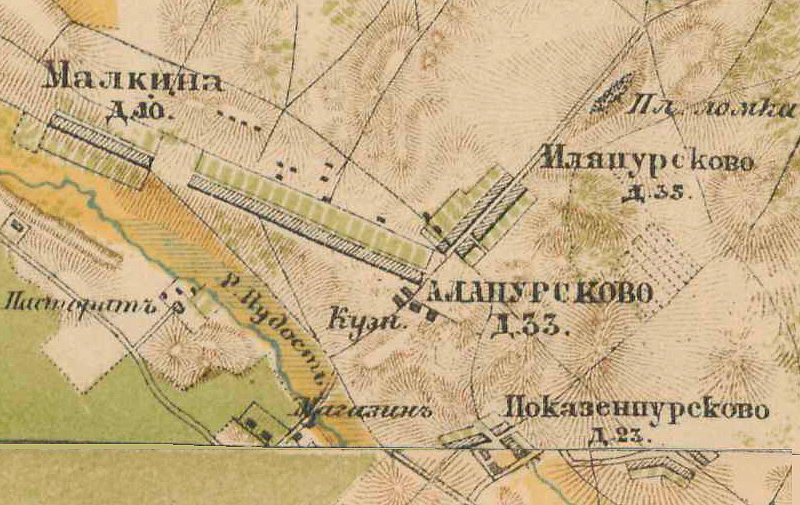
План деревни Алапурская. 1885 год

В 1885 году деревня Алапурсково насчитывала 33 двора, а смежная с ней деревня Малкина — 10.
В 1896 году близ деревни, на противоположном (правом) берегу реки Ижора был построен новый пасторат Скворицкого лютеранского прихода. В доме было 10 комнат, усадьба имела площадь 27 га.
В конце XIX — начале XX века деревня административно относилась к Староскворицкой волости 3-го стана Царскосельского уезда Санкт-Петербургской губернии. Население деревни было исключительно финским.
В 1905 году в деревне открылась первая школа. Учителем в ней работал А. Яатинен
К 1913 году количество дворов увеличилось до 37.
С 1917 по 1922 год деревня Ала-Пурсково входила в состав Пурсковского сельсовета Староскворицкой волости Детскосельского уезда.
С 1922 года в составе Пудостьского сельсовета.
С 1923 года в составе Гатчинского уезда.
С 1924 года в составе Скворицкого сельсовета.
В 1925 году в помещениях бывшего пастората была организована школа крестьянской молодёжи, библиотека, клуб, интернат и квартиры преподавателей.
Согласно данным переписи населения СССР 1926 года в деревне Алапусково Скворицкого сельсовета Староскворицкой волости Троцкого уезда проживали 127 человек, абсолютное большинство финны.
С 1927 года в составе Красносельской волости, а затем Гатчинского района.
В 1928 году население деревни Ала-Пурсково также составляло 127 человек.

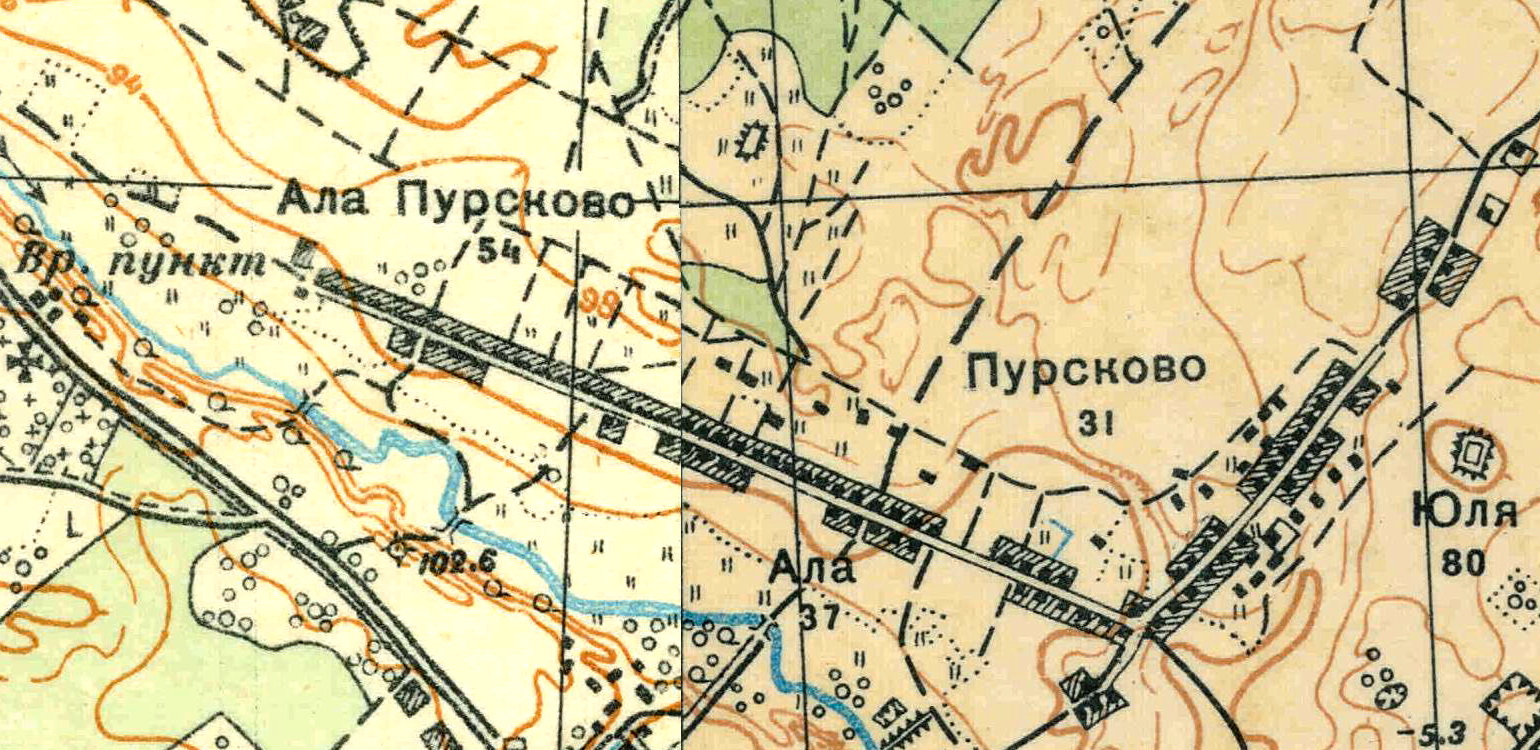
План деревни Алапурская. 1931 год

По данным 1933 года деревня называлась Аля Пурссково и входила в состав Скворицкого финского национального сельсовета Красногвардейского района.
C 1 августа 1941 года по 31 января 1944 года деревня находилась в оккупации.
В 1958 году население деревни Ала-Пурсково составляло 151 человек.
С 1959 года в составе Пудостьского сельсовета.
По данным 1966 года деревня называлась Аллапурская и входила в состав Пудостьского сельсовета.
По данным 1973 и 1990 годов деревня называлась Алапурская и также входила в состав Пудостьского сельсовета Гатчинского района.
В 1997 году в деревне проживали 75 человек, в 2002 году — 82 человека (русские — 66%), в 2007 году — 80, в 2010 году — 78.

## География
Деревня расположена в северной части района близ автодороги 41К-011 (Стрельна — Гатчина).
Расстояние до административного центра поселения, посёлка Пудость — 3 км.
Расстояние до ближайшей железнодорожной станции Пудость — 7 км.
Деревня находится на левом берегу реки Ижора.

## Демография
| 1862 | 1928 | 1958 | 2007 | 2010 | 2017 |
| ---- | ---- | ---- | ---- | ---- | ---- |
| 80   | ↗127 | ↗151 | ↘80  | ↘78  | ↗118 |

### Национальный состав
Согласно данным Всероссийской переписи населения 2021 года в деревне проживали 160 человек, из них:
 русские — 147, татары — 4, башкиры — 2, финны — 1, украинцы — 1, другие национальности — 4, один человек национальность не указал.

## Транспорт
От Гатчины до Алапурской можно доехать на автобусах № 518, 533.

## Достопримечательности
Близ деревни находится курганно-жальничный могильник XI—XIV веков.

## Известные уроженцы
- Антти Хямяляйнен[фин.] (1897—1976) — финский писатель, педагог, общественный деятель и фотограф. Собиратель фольклора Ингерманландии и Лапландии[37].

## Улицы
Круговая.

## Садоводства
Красногвардейское-1, Красногвардейское-2.